# Comité Olímpico Chino
El Comité Olímpico Chino (en chino tradicional, 中國奧林匹克委員會; en chino simplificado, 中国奥林匹克委员会; pinyin, Zhōngguó Àolínpǐkè Wěiyuánhuì; Wade-Giles, Chung-Kuo Ao-Lin-P'i-K'o Wei-Yüan-Hui; código COI: CHN) es la institución encargada de regir la participación de la República Popular China en los juegos olímpicos y las distintas competiciones dentro y fuera del continente asiático. Es miembro de los Comités Olímpicos Nacionales de Asia y del Comité Olímpico Internacional (COI).

## Historia

### Antecedentes
En 1910 fue creado el Comité Olímpico Nacional Chino (中國 奧林匹克), con el fin de representar los intereses de la República de China en las actividades de los Juegos Olímpicos. El mismo fue reconocido por el COI en 1922. La república compitió por primera vez en los juegos de Los Ángeles 1932, en Estados Unidos, como «China», sin lograr medalla olímpica alguna.

### Creación
En 1951 el Comité Olímpico se traslada de Nanking a Taipéi y se crea a la vez Comité Olímpico Nacional de la República Popular China, surgida de la guerra civil china. Al año siguiente dicho comité fue invitado a los Juegos Olímpicos de Verano de 1952 en Helsinki (Finlandia). Solo un atleta, Wu Chuanyu, un nadador, pudo participar, dado que el Comité «fue aceptado para su afiliación apenas dos días antes de la apertura de los Juegos».
En 1954 el COI adopta una resolución que reconoce oficialmente el Comité Olímpico de la República Popular China (中国 奥林匹克) y es invitado a los Juegos de Melbourne de 1956 en Australia. La República Popular organiza una delegación, pero se retira en protesta por el problema de las dos Chinas.
En 1958 la República Popular China se retira del movimiento olímpico y al igual que las federaciones que lo componen. El profesor Tung Hou Yi, miembro del COI para la República Popular dimite.
En 1979 en Nagoya (Japón), el COI reconoció oficialmente al Comité Olímpico Chino como el cuerpo representativo de la China comunista. El Comité Olímpico Chino de la República de China se renombró oficialmente como el Comité Olímpico de China Taipéi.
Gou Zhongwen es el presidente desde diciembre de 2016.

## Funciones
Las principales tareas y funciones según el artículo 7 de la constitución del Comité Olímpico Chino incluyen:
- Desarrollar y mantener el movimiento olímpico en todo el país de conformidad con la carta olímpica.
- Promover el desarrollo coordinado de deportes competitivos y de masas.
- Seleccionar atletas para formar delegaciones deportivas chinas en cooperación con las asociaciones deportivas individuales nacionales pertinentes.
- Representar a China en eventos deportivos regionales, continentales e internacionales.
- Combatir cualquier forma de discriminación y violencia en los deportes.
- Prohibir el uso de drogas y métodos prohibidos.

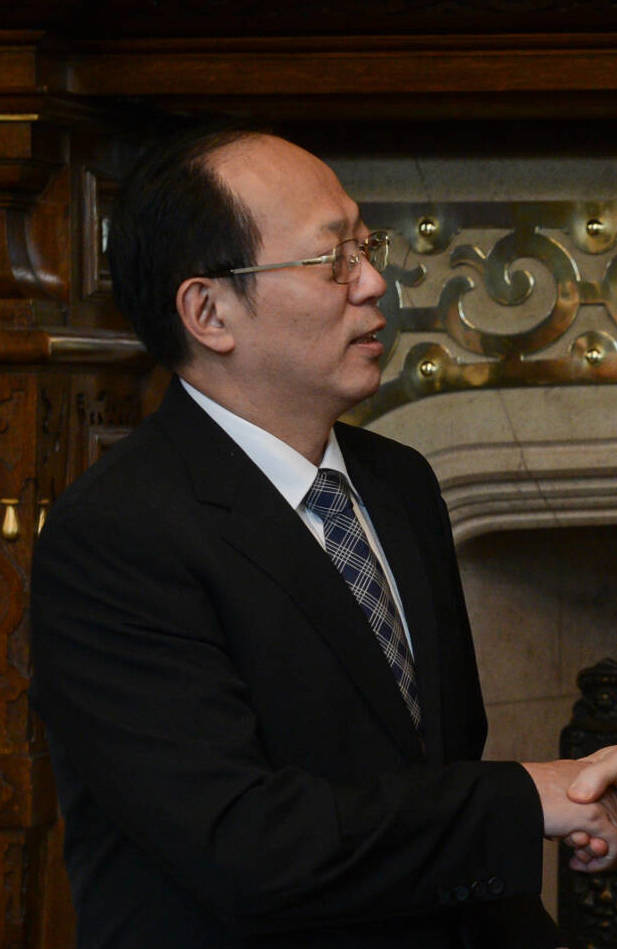
Gou Zhongwen en 2017.

## Miembros
- Presidente: Gou Zhongwen

- Presidente honorario: Liu Peng

- Vicepresidentes: Gao Zhidan, Yang Ning Li, Yingchuan Li, Jianming Du Zhaocai, Yang Shu'an, Duan Shijie, Yu Zaiqing, Feng Jianzhong, Cai Zhenhua, Li Lingwei, Liu Guoyong, Ni Huizhong